# Cryptocarya roemeri
Cryptocarya roemeri là loài thực vật có hoa trong họ Nguyệt quế. Loài này được Lauterb. miêu tả khoa học đầu tiên năm 1912.